# Quadrimaran
Un quadrimaran est un bateau à quatre coques.  

## Voiliers
Ce type de bateau est principalement utilisé pour la navigation de plaisance et la course à la voile. La stabilité transversale étant assurée par la largeur du bateau, il n'y a pas de quille lestée sur la coque centrale. Les flotteurs sont reliés à la coque centrale par des bras de liaison qui peuvent être de simples tubes ou des poutres de forme évolutive ou par des caissons plus importants qui peuvent être en partie habitables. Le plan anti-dérive est soit une dérive relevable centrale, soit des dérives situées sur les flotteurs. Le gréement (la mâture) est situé sur la coque centrale.
Par rapport au risque de chavirage, le quadrimaran est un peu plus sûr que le trimaran : lorsque le vent forcit, le flotteur sous le vent s'enfonce en freinant la progression et il faut surtoiler ce type de voilier pour arriver à décoller la coque centrale. Si le chavirage n'est pas exclu sur les engins de course, il est beaucoup moins fréquent que sur les catamarans.
Pour un voilier destiné à la croisière, la formule quadrimaran est beaucoup moins répandue que celle du trimaran : le quadrimaran est plus complexe et donc plus coûteux à construire. L'encombrement en largeur est supérieur — la formule des flotteurs repliables appliqué à des modèles de moyenne taille ajoutant au surcoût — et son volume habitable est plus faible à taille égale quand seule la coque centrale est aménagée.  
À l'inverse, le quadrimaran est beaucoup plus répandu dans le monde de la course à la voile, en effet le quadrimaran est plus évolutif que le catamaran et ses performances sont sensiblement meilleures, notamment au près et dans les vents faibles et médiums (moins de surface mouillée).

## Quadrimarans à moteur
Inventé par l'architecte naval Daniel Tollet le premier brevet de quadrimaran est déposé en 1987 conjointement avec Bernard Martin Ce bateau comprend quatre coques parallèles dont les deux coques centrales ont une longueur différente de celle des deux coques latérales, les extrémités postérieures des quatre coques étant situées sensiblement dans le même plan. Application à la réalisation de bateaux à déplacement rapide. Le concept sera amélioré en 1991 avec un nouveau dépôt fait par Daniel Tollet et Mr Labrucherie.  Ce bateau est du type comprenant au moins trois coques parallèles, chaque coque centrale étant plus courte que les coques latérales, et l'extrémité avant de chaque coque centrale étant disposée en retrait par rapport aux extrémités avant des coques latérales. Selon l'invention, chaque coque possède une largeur qui augmente, de façon continue, de son extrémité avant jusqu'à son extrémité arrière. Application à la réalisation de bateaux à moteurs.
Il existe des navires Quadrimarans à coque centrale fine et petits flotteurs, généralement peu motorisés pour leur taille. Ce sont des modèles expérimentaux comme le 21 m Ilan Voyager ou le 35 m Cable and Wireless Adventurer de Nigel Irens. Leur faible traînée hydrodynamique leur donne un grand rayon d'action, comme Ocean Alchemist d'Olivier de Kersauson prévu pour accompagner les courses au large, comme Adastra, yacht de 42.50 m, ou comme Earthrace (devenu depuis Ady Gil) :
Parti de Valence en Espagne en mars 2008 pour un tour du monde via Valence, l’Earthrace a battu le record du monde de vitesse à moteur, en parcourant 24 000 milles nautiques en 60 jours, 23 heures et 49 minutes, détrônant ainsi l’ancien record de (75 jours) détenu depuis 1988 par le bateau britannique Cable and Wireless.
Les plus grands modèles existants, tel les grands car ferries Austal de 127 m (HSC Benchijigua Express) et 102 m, ou en projet, sont des NGV (naviguant à plus de 35 nds) destinés au transport de passagers et de véhicules. Il existe aussi des navires militaires trimarans comme le navire de recherche anglais RV Triton ou comme la série des porte-hélicoptères américains de type Independance (développés en Australie par Austal), voir USS Independence (LCS-2).

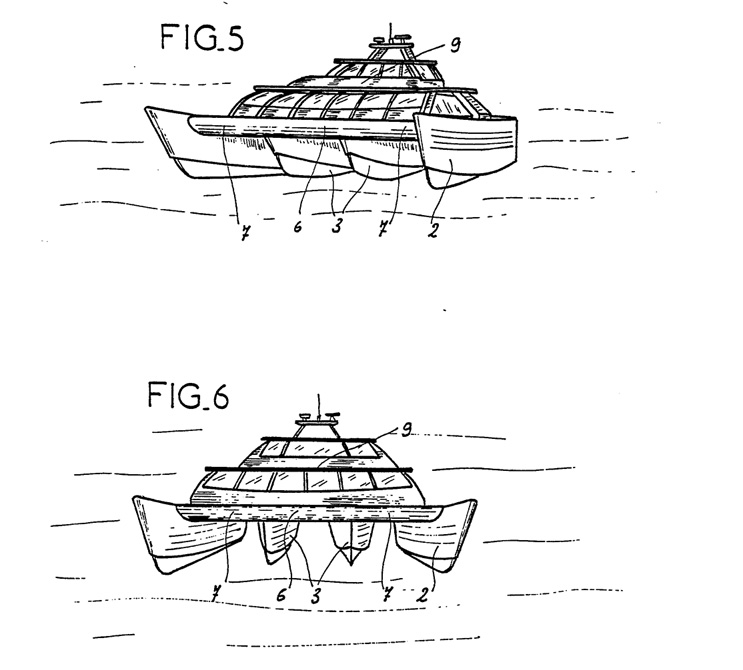
Brevet de Daniel Tollet.
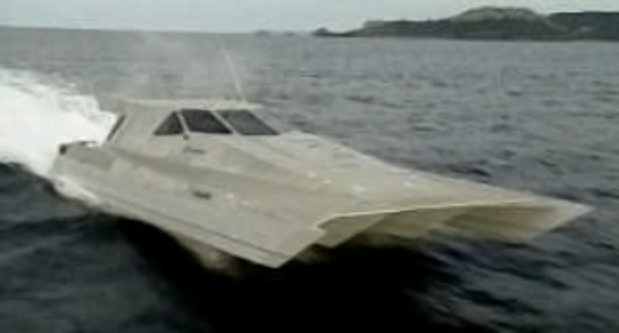
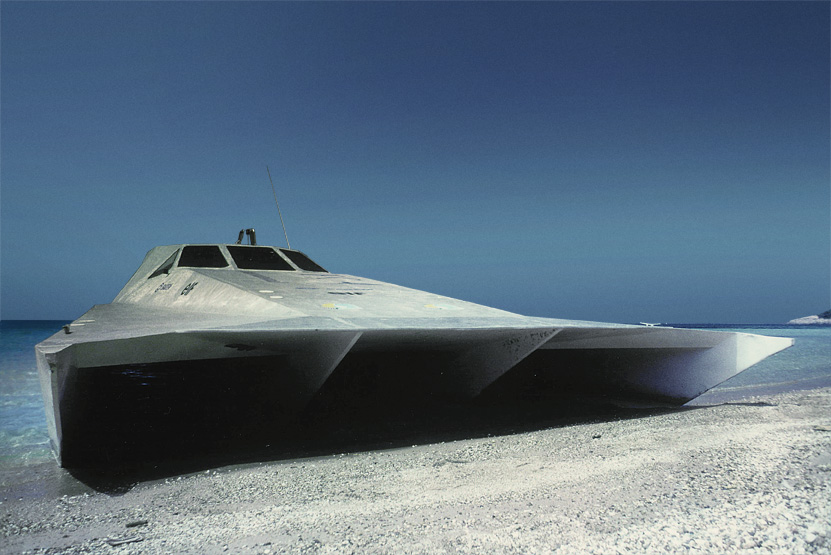

Un prototype en aluminium de 17,5m appelé Alexander fera la démonstration de la portance aérodynamique en 1991 grâce à ces performances. Un quadrimaran de 26 m appelé Roxelane d'une capacité de 100 passagers est construit en 1994  dessiné par l'architecte Daniel Tollet.